# Giải thưởng Âm nhạc Mỹ năm 2011
Giải thưởng Âm nhạc Mỹ lần thứ 39 được diễn ra vào ngày 20 tháng 11 năm 2011 tại nhà hát Nokia Theatre ở Los Angeles và được truyền hình trực tiếp trên kênh ABC. Lễ trao giải này tôn vinh những nghệ sĩ và album xuất sắc nhất trong năm 2011. Các đề cử được công bố vào ngày 11 tháng 10 năm 2011. Taylor Swift và Adele là hai nghệ sĩ đanh được phần thắng lớn nhất với tổng số ba giải thưởng mỗi người.

## Đề cử và người thắng
- Các đề cử được công bố vào ngày 11 tháng 10 năm 2011. Tên người đoạt giải được in đậm.

| Nghệ sĩ của Năm                                             | Nghệ sĩ Mới của Năm                                                                                          |
| ----------------------------------------------------------- | --- |
| - Adele - Lady Gaga - Katy Perry - Lil Wayne - Taylor Swift | - Hot Chelle Rae - The Band Perry - Miguel - Wiz Khalifa                                                     |
| Nam Nghệ sĩ Pop/Rock được Yêu thích Nhất                    | Nữ Nghệ sĩ được Yêu thích Nhất                                                                               |
| - Justin Bieber - Bruno Mars - Pitbull                      | - Adele - Lady Gaga - Katy Perry                                                                             |
| Ban nhạc/Cặp đôi/Nhóm nhạc Pop/Rock được Yêu thích Nhất     | Album Pop/Rock được Yêu thích Nhất                                                                           |
| - LMFAO - Maroon 5 - OneRepublic                            | - 21 – Adele - Loud – Rihanna - Born This Way – Lady Gaga                                                    |
| Nam Nghệ sĩ Đồng quê được Yêu thích Nhất                    | Nữ Nghệ sĩ Đồng quê được Yêu thích Nhất                                                                      |
| - Jason Aldean - Brad Paisley - Blake Shelton               | - Sara Evans - Miranda Lambert - Taylor Swift                                                                |
| Ban nhạc/Cặp đôi/Nhóm nhạc Đồng quê được Yêu thích Nhất     | Album Đồng quê được Yêu thích Nhất                                                                           |
| - Zac Brown Band - Lady Antebellum - The Band Perry         | - My Kinda Party – Jason Aldean - Speak Now – Taylor Swift - The Band Perry – The Band Perry                 |
| Nghệ sĩ Rap/Hip-Hop được Yêu thích Nhất                     | Album Rap/Hip-Hop được Yêu thích Nhất                                                                        |
| - Lil Wayne - Nicki Minaj - Kanye West                      | - Tha Carter IV – Lil Wayne - Watch the Throne – Jay-Z & Kanye West - Pink Friday – Nicki Minaj              |
| Nam Nghệ sĩ Soul/R&B được Yêu thích Nhất                    | Nữ Nghệ sĩ Soul/R&B được Yêu thích Nhất                                                                      |
| - Chris Brown - Trey Songz - Usher                          | - Rihanna - Beyoncé - Kelly Rowland                                                                          |
| Album Soul/R&B được Yêu thích Nhất                          | Nghệ sĩ Alternative được Yêu thích Nhất                                                                      |
| - F.A.M.E. – Chris Brown - Loud – Rihanna - 4 – Beyoncé     | - Foo Fighters - The Black Keys - Mumford & Sons                                                             |
| Nghệ sĩ Adult Contemporary được Yêu thích Nhất              | Nghệ sĩ Latin được Yêu thích Nhất                                                                            |
| - Adele - Bruno Mars - Katy Perry                           | - Pitbull - Enrique Iglesias - Jennifer Lopez                                                                |
| Nghệ sĩ Contemporary Inspirational được Yêu thích Nhất      | Giải thưởng Đặc biệt                                                                                         |
| - Casting Crowns - tobyMac - Third Day                      | - Katy Perry – Special Achievement Award (Nữ nghệ sĩ đầu tiên có năm đĩa đơn quán quân trong cùng một album) |

## Giới thiệu
Những người dưới đây tham gia giới thiệu một hạng mục hoặc một buổi biểu diễn:
- Queen Latifah giới thiệu hạng mục Ban nhạc/Cặp đôi/Nhóm nhạc Pop/Rock

được Yêu thích Nhất
- Hot Chelle Rae giới thiệu hạng mục Nữ Nghệ sĩ Đồng quê được Yêu thích Nhất
- Sean Kingston giới thiệu Justin Bieber
- 50 Cent giới thiệu Chris Brown
- Jennifer Hudson giới thiệu hạng mục Nghệ sĩ Rap/Hip-Hop được Yêu thích Nhất
- Jane Levy và Cheryl Hines giới thiệu Kelly Clarkson
- Selena Gomez và Taio Cruz giới thiệu hạng mục Album Soul/R&B được Yêu thích Nhất
- Vanessa Marano và Katie Leclerc giới thiệu Enrique Iglesias
- Nickelback giới thiệu hạng mục Ban nhạc/Cặp đôi/Nhóm nhạc Đồng quê

được Yêu thích Nhất
- Adam Lambert giới thiệu OneRepublic
- Taylor Swift giới thiệu hạng mục Album Rap/Hip-Hop được Yêu thích Nhất
- Benjamin Bratt giới thiệu Pitbull
- Heidi Klum giới thiệu Katy Perry
- Joe Jonas giới thiệu hạng mục Nghệ sĩ Mới của Năm
- Jennifer Morrison và Matthew Morrison giới thiệu hạng mục Nghệ sĩ Latin được Yêu thích Nhất
- Alanis Morissette giới thiệu Mary J. Blige
- Robin Thicke và Ellie Goulding giới thiệu hạng mục Nữ Nghệ sĩ Soul/R&B được Yêu thích Nhất
- Bruno Mars giới thiệu Maroon 5 và Christina Aguilera
- John Legend giới thiệu Drake
- Julie Bowen và Sarah Hyland giới thiệu hạng mục Nam Nghệ sĩ Pop/Rock được Yêu thích Nhất
- Gavin Degraw giới thiệu Daughtry
- Katherine Heigl và Josh Kelley giới thiệu hạng mục Album Đồng quê được Yêu thích Nhất
- Jenny McCarthy giới thiệu will.i.am và Jennifer Lopez và giới thiệu hạng mục Album Pop/Rock được Yêu thích Nhất
- Lionel Richie giới thiệu hạng mục Artist of the Year và giới thiệu LMFAO

## Biểu diễn
Mở đầu
| Nghệ sĩ        | Ca khúc                                |
| -------------- | -------------------------------------- |
| Hot Chelle Rae | "I Like It Like That" Tonight Tonight" |

Chính
| Nghệ sĩ | Ca khúc                                                |
| --- | ------------------------------------------------------ |
| David Guetta với Nicki Minaj                                                                                      | "Sweat" Turn Me On" Super Bass"                        |
| Justin Bieber | "Mistletoe"                                            |
| The Band Perry | "If I Die Young"                                       |
| Chris Brown | "All Back" "Say It With Me"                            |
| Kelly Clarkson | "Mr. Know It All"                                      |
| Enrique Iglesias hợp tác với Ludacris                                                                             | "I Like How It Feels" Tonight (I'm Lovin' You)"        |
| Jennifer Lopez hợp tác với Pitbull                                                                                | "Until It Beats No More" (Intro) "Papi" On the Floor"  |
| OneRepublic | "Good Life"                                            |
| Pitbull hợp tác với Marc Anthony Lil Jon                                                                          | "I Know You Want Me" Give Me Everything" Rain Over Me" |
| Katy Perry | "The One That Got Away" (Acoustic Version)             |
| Mary J. Blige | "Mr. Wrong"                                            |
| Maroon 5 hợp tác với Christina Aguilera                                                                           | "Moves Like Jagger"                                    |
| Gym Class Heroes hợp tác với Adam Levine                                                                          | "Stereo Hearts"                                        |
| Drake | "Headlines"                                            |
| Daughtry | "Crawling Back To You"                                 |
| will.i.am hợp tác với Jennifer Lopez                                                                              | "T.H.E (The Hardest Ever)"                             |
| LMFAO hợp tác với Lauren Bennett và GoonRock khách mời: Justin Bieber, David Hasslehoff, Keenan Cahill, will.i.am | "Party Rock Anthem" Sexy and I Know It"                |